# Sisse Marie
Sisse Marie Holzmann Søby (Aalborg, 21 novembre 1985) è una cantante, modella e conduttrice televisiva danese.

## Biografia
Nel 2001 Sisse Marie ha vinto il concorso musicale MGP Junior, che le ha fruttato un contratto discografico con la Universal Music Denmark. Nello stesso anno ha pubblicato il suo album di debutto, Du har brug for mig, che è rimasto in classifica in Danimarca per quattro settimane, raggiungendo la ventunesima posizione. Da allora ha iniziato a lavorare come modella tra Europa e Stati Uniti.
Nell'estate del 2005 ha pubblicato il suo primo singolo in lingua inglese, Boom, che ha raggiunto il quinto posto nella classifica danese. Nel corso dell'anno successivo ha lavorato come presentatrice televisiva per il canale musicale danese MTV.
Nel 2010 ha pubblicato il singolo Every Time (You Look at Me) in collaborazione con Morten Breum, che ha debuttato al primo posto nella classifica settimanale dei singoli più venduti in Danimarca. È stato seguito dal brano Dirty Hands, che ha ricevuto un discreto successo, arrivando dodicesimo in classifica.
Nel 2013 è uscito l'EP The Black Cat, pubblicato in due versioni contenenti gli stessi cinque brani, ma prodotti diversamente: la versione X presenta ritmi dance, mentre la versione Y include le canzoni in versione lenta.

## Discografia

### Album in studio
- 2001 – Du har brug for mig

### EP
- 2013 – The Black Cat

### Singoli
- 2005 – Boom
- 2010 – Every Time (You Look at Me) (con Morten Breum)
- 2011 – Dirty Hands
- 2012 – Paralyzed (con Jay Adams e TooManyLeftHands)
- 2012 – Kill for Your Love
- 2013 – Till the Sun Comes Up (con Yes-R)